# Þrymheim
En la mitología nórdica Þrymheim era el hogar de Þjazi, un gigante, ubicada en Jötunheim. Era también el hogar de Skaði, la esposa de Njörðr que se volvió melancólica por Þrymheim después de su matrimonio.